# إينا مودجا
إينا بوكوم (بالفرنسية: Inna Bocoum)‏ وتعرف باسم إينا بودجا (بالفرنسية: Inna Modja)‏ هي مغنية وعارضة أزياء وناشطة فرنسية مالية ولدت في يوم 19 مايو 1984 في باماكو عاصمة مالي لعائلة من سبعة أخوة. بدأت الغناء في سنة 2009، واشتهرت بغنائها عن الظروف السيئة لبلدها مالي من الحرب وسوء التعليم، وناهضت أيضاً ختان الإناث والعبودية ألتي ما زالت موجودة في بلدها.

## روابط خارجية
- إينا مودجا على موقع IMDb (الإنجليزية)
- إينا مودجا على موقع ألو سيني (الفرنسية)
- إينا مودجا على موقع ميوزك برينز (الإنجليزية)
- إينا مودجا على موقع أول ميوزيك (الإنجليزية)
- إينا مودجا على موقع ديسكوغز (الإنجليزية)